# Blæserør
Et blæserør er et værktøj, der især tidligere har været brugt til finere lodninger. Det består af et tyndt metalrør, hvis ene ende er et mundstykke af træ, den anden ende typisk er bøjet 90 grader - og har et lille hul.

## Anvendelse
Man anbringer rørets spids nær en flamme, der kan stamme fra kulild, en spritbrænder eller lignende og puster nu jævnt i mundstykket. Luftstrømmen får en spids flamme til at skyde ud til siden. Denne flamme opnår en høj temperatur og kan bruges til slaglodning og til at smelte mineralprøver på trækul ved analyse af prøverne.